# 佐藤金之助
佐藤 金之助（さとう きんのすけ、1898年10月8日 – 1972年3月20日）は、日本の柔道家（講道館9段・大日本武徳会教士）。
昭和天覧試合や全日本東西対抗大会に出場・活躍するなど戦前を代表する柔道家の1人であり、戦後は警視庁柔道師範や東京都柔道連盟副会長等を歴任した。また、黎明期の講道館において東京高師閥と双璧を成した三船久蔵閥の主力人物であった事でも知られる。

## 経歴
1898年、秋田県雄勝郡西馬音内町（現・羽後町）に加藤仁吉の5男に生まれる。後に佐藤タツの養子となる。地元の高等小学校を卒業後は柔道家を志して上京し、寝ても立っても精妙な技を駆使し“柔道の神様”と称された三船久蔵の家や“ほねつぎの名人”と世に知られた竹越接骨院に住み込み、その内弟子となって柔道修行とほねつぎ術の習得に励んだ。幼少期より夏はしばしば地元の太平山を駆け上り、冬は豪雪下の生活で自ずと鍛えられた足腰を土台に柔道の技に磨きを掛けていった佐藤は、1914年に講道館に入門すると、翌15年には初段を許され、16年2段、1年飛んで18年には3段となった。

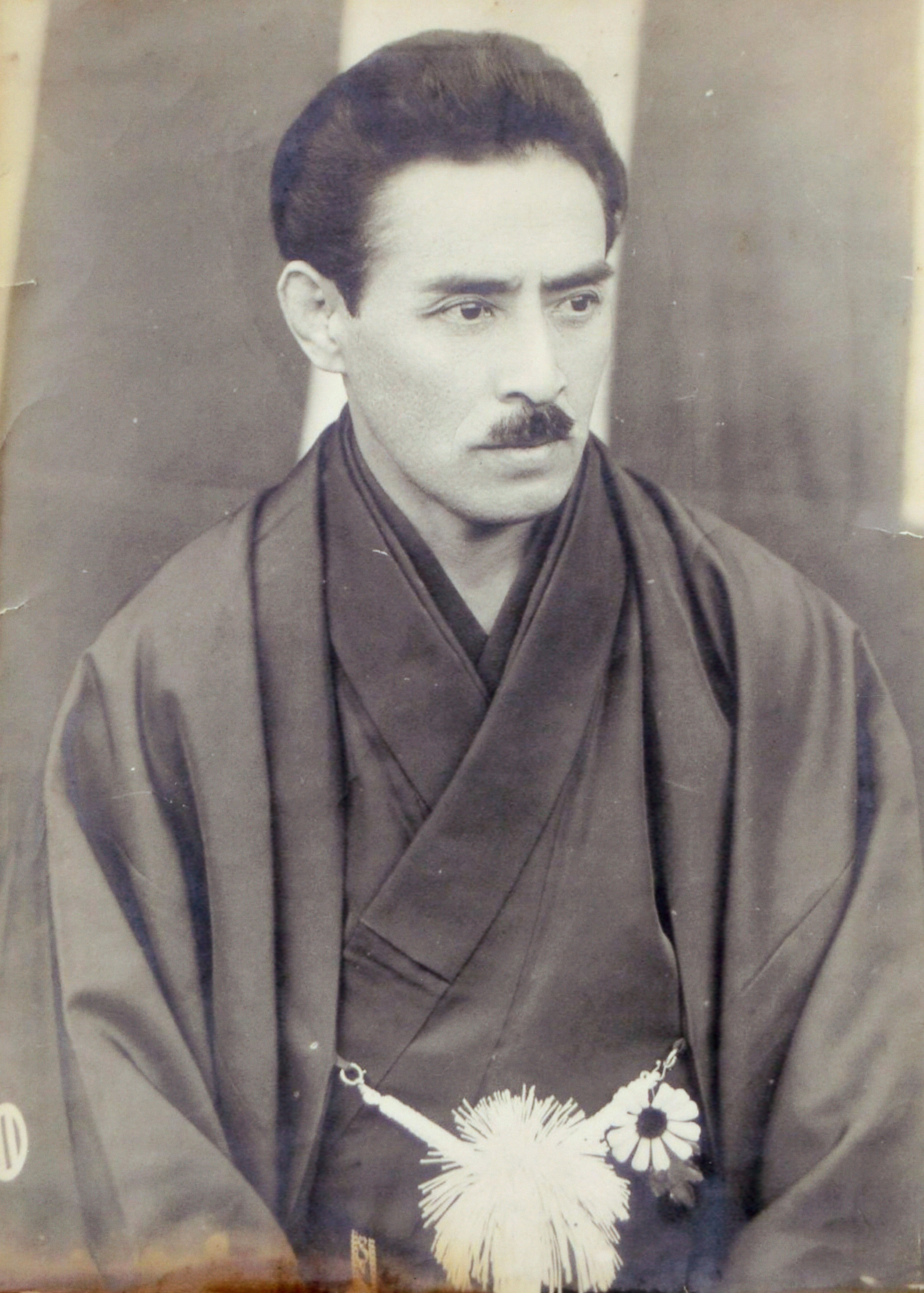
佐藤が生涯師事した三船久蔵

3段位を受けた頃からの約10年間が選手としての佐藤の全盛期で、白井清一や伊藤四男、曽根幸蔵らと共に三船門下の高弟として次第に頭角を表すと、中でも頭一つ抜きん出た佐藤は奇手縦横に変化極まりない巧さを以て、“三船2世”と称されるまでになっていった。
戦前の柔道家は往々にして足技に長じる者が多かったが、中でも佐藤の足技は格別で、自分の足を引いて左右の踵同士を近付けると同時に、相手を手前に引き回しながら左右の組手で巧みに相手を制し、相手が踏ん張ろうと踏み出した足の外踝を下から抄う様に払い上げる独特の足技は名人芸と言っても過言では無く、無双の威力を誇ったという。
4段時代の1921年に青森県師範学校や青森中学校（現・県立青森高校）、青森県警察部で柔道師範を務める傍ら大日本武徳会青森支部の柔道教師を拝命すると、翌22年5月には早稲田高等学院や大日本体育協会体操学校での指導を任ぜられた。
1924年には金沢市の旧制第四高校に赴任し、同時に金沢医科大学や金沢高等工業学校でも後進の指導に当たった。ここでの佐藤の肩書は柔道師範だったが、それまで立技本位であった佐藤は寝技を主体とした高専柔道の学生達に大いに苦しめられ、佐藤もまた負けじと寝技の研究と稽古に没頭し、この頃の経験が活きて寝技は後々まで佐藤の得意技となったという。
1924年5月と翌25年5月には大日本武徳会が主宰する武徳祭大会で大活躍を見せ、“業師・佐藤”や“佐藤金”として全国的にその名を知られる事となった。
5段位にあった1926年5月、済寧館で開催された武道大会に指定選士として出場し、裕仁皇太子の御前で優秀な成績を収めている。翌27年には柔道師範として警視庁に奉職する一方、東京都世田谷区三軒茶屋に柔道場兼柔道整復院を開設して、以後はその運営にも奔走した。
| 段位 | 年月日        | 年齢 |
| ---- | ------------- | ---- |
| 入門 | 1914年5月3日  | 16歳 |
| 初段 | 1915年11月2日 | 17歳 |
| 2段  | 1916年11月4日 | 18歳 |
| 3段  | 1918年3月9日  | 19歳 |
| 4段  | 1921年1月16日 | 22歳 |
| 5段  | 1924年1月13日 | 25歳 |
| 6段  | 1929年1月13日 | 30歳 |
| 7段  | 1936年2月22日 | 37歳 |
| 8段  | 1944年2月11日 | 45歳 |
| 8段  | 1958年5月5日  | 60歳 |

1929年5月の御大礼記念天覧武道大会では当時の柔道家にとって最高の栄誉である指定選士32人の1人に選出され、以後は朝と夕とに故郷の太平山にある三吉神社に向かって祈願を捧げ感謝の礼拝を行う事を欠かさず、早寝早起など規則正しい生活によって心気を爽快に導き、熟睡と禁欲の実行、栄養物の摂取によって心身の安静と充実とを期した。
また稽古面では、各対戦相手の得意不得意を具に研究するなど万端に準備すると共に、品位・気合・歩合等の充実に努め、特に寝技には最新の注意を払って試合に臨んだ。「それまでに何度も柔道大会や試合に出場しているので、どんな大試合にも臆する事は無いと信じていたが、この大会だけは自ら頭の下がるのを覚えずにいられなかった」と佐藤。それでも大会初日のグループ予選では小谷澄之5段を相手に16分11秒の激闘の末に辛勝を収めると、末次哲朗6段を大内刈から寝技に抑え込んで降し、巨漢の浅見浅一5段には得意の足払で畳を背負わせて、決勝トーナメントへの進出を決めた。
同日中に行われた決勝トーナメント1回戦で山形の古豪・尾形源治6段と相見えると、元気者の佐藤が先を取って尾形の横襟を掴み技を仕掛けるが、ベテランで試合巧者の尾形は後の先に応じて横捨身技で佐藤を屠り、投げた尾形の左目と投げられた佐藤の額が衝突する事態に見舞われた。眩暈で立ち上がれない佐藤と上瞼が割れて流血する尾形との試合は一旦延期され、救護室で応急装置を受けて試合が再開される事に。
先程までの熱狂から一転し水を打ったように静まり返る会場で、互いに機先を制せんとコマのように試合会場を動き回り、佐藤が満を持しての大内刈に出れば、尾形は引手十分の返し技に応じ、佐藤の体（たい）は宙に舞い上がった。それでも体を捻らせて一本を逃れた佐藤は、逆に尾形の後ろから抱き着いて寝技に引き込み、崩上四方固に抑え込んだ。ここで縫合した尾形の瞼が再びパックリ割れて再び流血するというアクシデントも味方して佐藤は時間一杯を抑え込み、後世にまで語り継がれる文字通りの血戦は佐藤の一本勝という形でここに幕を閉じた。

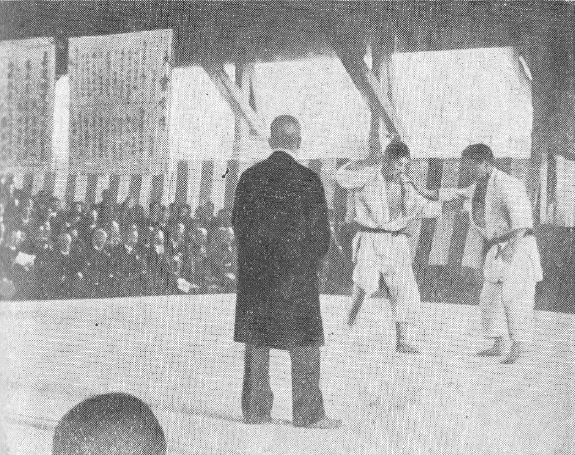
御大礼記念天覧武道大会の準決勝戦で牛島と組み合う佐藤（中央）

“常勝・牛島”こと熊本の牛島辰熊5段との激突となった大会2日目の決勝トーナメント2回戦、試合開始と同時に佐藤が自分の外股を叩きながら「やぁっ」と気合を入れれば、牛島も「おぉっ」と雄叫びを上げて佐藤を射すくめるような鋭い眼光でこれに応じ、互いに先を取らんと激しい組手争いを展開して、準決勝戦の名に恥じない一進一退の攻防を立技に寝技に繰り広げた。
牛島が小内刈からの連絡技で佐藤を寝技に誘えば、牛島の横四方固を佐藤は巧く返して逆に上から抑え込まんとするも、牛島は足をよく利かせて防御し両者の体は場外に。主審の永岡秀一の裁定により両者を試合場中央に戻して寝技から再開後は、下になっていた牛島が猛然と跳ね返して再び上から佐藤を横四方固に極めようとするも、佐藤も再度これを巧く逃れて両者が立ち上がり、満場を酔わせた寝技の攻防はようやく解けた。その後も牛島の小内刈、佐藤の大内刈や巴投による攻防が暫く続き、牛島の浅黒い顔は朱を加えて益々黒く、逆に佐藤の白い顔は青みを帯びて、両者の額からは黒い汗と白い汗が滝のように流れ落ちた。
試合時間23分30秒にも及ぶ激闘の末に終に優劣は付かず、勝敗の行方は主審の永岡秀一、副審の山下義韶・田畑昇太郎の判定に委ねられる事となった。観衆の目は試合会場の採点板に注がれたが、3人の審判の判定はいずれも牛島側に○が付き、佐藤の決勝戦進出はならなかった。大会を終えた佐藤は「私の如き未熟の者が選抜の光栄に浴した感激は何者にも例える事が出来ない」「至尊の御前に純真敬虔な精神を以て、しかも今日まで修練研究したものを心残り無く盡し得た事は、衷心感激を抑える事が出来ない」と謙虚に述べていた。
佐藤はその後も、警視庁武術師範を仰せ付かった1932年に7月の東京柔道有段者会で10人掛を、翌33年5月にも済寧館大会で5人掛の妙技を演じるなど、その健在ぶりを見せていた。
1934年5月には大日本武徳会の柔道教士号を拝受し、拓務省が主宰する同年9月の内外対抗柔道試合に内地軍の大将として抜擢され活躍している。
7段位にあった1936年4月の第1回全日本東西対抗大会では実力を買われて東軍大将として出場、西軍大将の古沢勘兵衛6段と引き分けた。
1946年3月に警視庁名誉師範、1955年3月には国学院大学や日本大学獣医学部で名誉師範を任ぜられて数多の後進に育成に汗を流した。
同時に、1947年に東京都柔道整復師会副会長の役職に就き柔道整復師術の試験委員を務める傍ら、1949年より東京都柔道連盟副会長の重責を担うなど、柔道界・柔道整復師界の運営に携わった。1958年5月の嘉納師範20年祭では9段位を許されている。この間、1950年の第2回参議院議員通常選挙には全国区から自由党公認で立候補したが落選した。
1969年11月に勲五等双光旭日章を受章した。
その後病に侵された佐藤は神奈川県平塚海岸の別荘にて数年保養したが再起は叶わず、1972年3月に脳軟化症のため他界。戒名「大成院柔豪金寿居士」となって、神奈川県川崎市の春秋苑に葬られた。